# Cinema Samuele
Cinema Samuele è il nono album discografico del cantautore italiano Samuele Bersani, pubblicato il 2 ottobre 2020.
L'album si è aggiudicato la Targa Tenco 2021 nella categoria "Miglior Album".

## Tracce
Testi e musiche di Samuele Bersani, eccetto dove indicato.
1. Pixel – 5:57
2. Il tiranno – 4:01
3. Mezza bugia – 3:34
4. Il tuo ricordo – 3:46
5. Harakiri – 3:16
6. Le Abbagnale – 4:22
7. Con te – 3:41
8. Scorrimento verticale – 4:12
9. L'intervista – 3:51
10. Distopici (Ti sto vicino) – 3:02

Durata totale: 39:42

## Classifiche
| Classifica (2020) | Posizione massima |
| ----------------- | ----------------- |
| Italia            | 3                 |